# Membribe de la Sierra
Membribe de la Sierra là một đô thị ở tỉnhSalamanca, phía tây Tây Ban Nha, cộng đồng tự trị Castile-Leon. Đô thị này có cự ly 35 kilômét so với thành phố tỉnh lỵ Salamanca và có dân số 111 người.

## Địa lý
Đô thị này có diện tích 46.53 km².
Đô thị này nằm ở khu vực có độ cao 1035 metres trên mực nước biển.
Mã số bưu chính là 37456.